# Zorzines subrobusta
Zorzines subrobusta là một loài bướm đêm trong họ Noctuidae.